# Eenie Meenie
"Eenie Meenie" je pjesma jamajčansko-američkog pjevača Seana Kingstona, snimljena u duetu s kanadskim pjevačem Justinom Bieberom. Pjesmu su napisali Kingston, Bieber, Carlos Battey, Steven Battey, Benny Blanco, Marcos Palacios, Benjamin Levin i Ernest Clark, a producirao ju je Blanco. Pjesma je izdana kao prvi singl s Kingstonovog još neimenovanog nadolazećeg albuma, te se također nalazi na Bieberovom albumu "My World 2.0". Kingston je za MTV News rekao "Upoznao sam Justina prije dvije godine, prije nego što je postao tinejdžerski fenomen koji je sada. Nemam takvu kemiju s drugim glazbenicima kao s njim." Pjesma je premijerno puštena 4. ožujka 2010. na web stranici Ryana Seacresta, a službeno je izašla 23. ožujka 2010. 

## Uspjeh pjesme
Pjesma je debitirala na tridesetom mjestu na Billboard Hot 100 listi, te tako postala najveći debi tog tjedna. Nekoliko tjedana kasnije pjesma je dosegla svoju najvišu poziciju, petnaesto mjesto. Pjesma je u Kanadi dosegla četrnaesto mjesto, a u top 20 je ušla u Novom zelandu, Irskoj, Australiji i Ujedinjenom Kraljevstvu.

## Videospot
Spot za "Eenie Meenie" je snimljen 30. ožujka 2010. u Los Angelesu, a režirao ga je Ray Kay. U spotu se pojavljuje Bieberov prijatelj Christian Beadels, reper Lil Romeo i pjevačica i glumica Jasmine Villegas.